# Mirrodin
(Glissa Sunseeker)
Mirrodin  è un set di espansione del gioco di carte collezionabili Magic: l'Adunanza, edito da Wizards of the Coast. In vendita in tutto il mondo dal 2 ottobre 2003, assieme ai successivi due set Darksteel e Quinta Alba forma il Blocco di Mirrodin.

## Ambientazione
(Glissa Sunseeker)
Mirrodin è un piano dimensionale parte di Dominia, il multiverso in cui sono ambientate le avventure di Magic. Fin dalle prime espansioni il principale scenario degli avvenimenti del gioco è stato il piano dimensionale al centro del multiverso: Dominaria, con poche incursioni in piani diversi. Con l'uscita di Mirrodin si tronca completamente il filone narrativo delle espansioni precedenti, (che sarà ripreso anni dopo), per esplorare questo nuovo mondo pieno di misteri.

### Un universo artificiale: Argentum
In Dominia, ogni piano dimensionale è un vero e proprio universo indipendente e isolato dagli altri, e anche la forma e le leggi fisiche di ogni piano possono variare parecchio. Alcuni piani dimensionali contengono intere galassie, con miliardi di stelle e pianeti. Mirrodin è relativamente piccolo, e coincide nella forma con quella di un pianeta con una circonferenza di 1 400 km e di uno spazio indefinito che lo circonda. In realtà si tratta di un piano artificiale, creato dal viandante dimensionale Karn. A sua volta questo individuo ha iniziato la propria esistenza come un essere artificiale: era infatti un massiccio golem costruito interamente in argento, assemblato dal potente viandante dimensionale Urza. Karn costituì una parte fondamentale dell'arma dell'eredità, un insieme di reliquie di grande potere che hanno giocato un ruolo chiave all'interno del piano millenario di Urza per salvare Dominaria dalle mire di vendetta di Yawgmoth, l'oscuro signore di Phyrexia. L'arma dell'eredità all'ultimo riuscì a distruggere Yawgmoth e a salvare Dominaria, e Karn ascese alla condizione di viandante dimensionale, un essere cioè dotato di poteri sconfinati,  ma soprattutto del potere di viaggiare fra i diversi piani dell'esistenza. Dopo l'invasione Phyrexiana di Dominaria Karn iniziò a esplorare il multiverso, e in uno spazio già esistente ma desolato creò il nuovo piano dimensionale: Argentum. Questo era una mondo di perfezione matematica, abitato solo dagli automi creati dal grande golem. Karn modellò poi il potente artefatto conosciuto col nome di Mirari in un guardiano senziente, Memnarch, e lo pose come custode di Argentum mentre lui tornò a esplorare il multiverso.
Purtroppo nell'assemblare Karn Urza utilizzò la cuorpietra di Xantcha, un'agente phyrexiana. Questo fu necessario per rendere il golem un essere senziente, ma introdusse nel suo corpo anche il contagio dell'olio di Phyrexia. Karn trasmise questo contagio alle sue creazioni, Memnarch compreso, che a causa di ciò perse completamente il senno. Sigillò Argentum in modo che il suo creatore non potesse più farvi ritorno, e trasformò il piano dimensionale dotandolo di un suo proprio ecosistema in grado di generare nuove vite. Per fare questo sistemò delle trappole interplanari in grado di catturare degli esseri viventi dagli altri piani del multiverso, creando così un sistema dinamico in cui il metallo autoctono e la carne degli esseri rapiti si evolsero fondendosi. Tutto questo aveva un preciso scopo: trovare prima o poi un essere vivente che custodisse in sé la scintilla di viandante dimensionale, ovvero la capacità di ascendere a tale condizione e di poter viaggiare fra gli infiniti piani del multiverso. Una volta trovato un individuo in possesso di un simile potenziale, Memnarch intendeva rubarlo per poter diventare esso stesso un viandante dimensionale. Questo mondo nuovo plasmato da Memnarch prese il nome di Mirrodin.
Da notare che tutte le informazioni sulla creazione e la vera natura di Mirrodin, del suo creatore e di Memnarch non erano note con l'uscita dell'espansione, ma sono state rivelate in seguito, con le altre espansioni dei blocchi di Mirrodin e di Cicatrici di Mirrodin. La storia rappresentata dalle carte di questo set si concentra sulle avventure dell'elfa Glissa Sunseeker, alla ricerca della verità sul mondo in cui vive. Nel suo viaggio verrà aiutata dal Slobad, un goblin stranamente intelligente e da Bosh, un golem di ferro che non ricorda il proprio passato, mentre fra gli antagonisti figurano il negromante Geth e lo stesso Memnarch. Quest'ultimo ha individuato nell'intrepida elfa la scintilla di viandante dimensionale, e farà di tutto per impossessarsene. Glissa infatti è il primo essere vivente originario di mirrodin a possedere questo potenziale.

### Un mondo di metallo
Su Mirrodin la cosa che colpisce di più è la presenza del metallo. Le forme di vita biologica si sono evolute in un inedito mix di carne e metallo, e combattono per la sopravvivenza al fianco (o più spesso contro) di creature artefatte completamente meccaniche, alcune generatesi spontaneamente, mentre altre probabilmente create da una mano che ha ormai abbandonato questo mondo da tempo immemore. Persino gli alberi, le montagne e l'oceano sono di metallo, ma c'è un'altra caratteristica di questo pianeta che lo rende particolare: ha quattro soli, (che alcuni chiamano lune), di quattro colori differenti: bianco, blu, rosso e l'ultimo è una sfera nera di vuoto cosmico. Seguendo la storia nelle espansioni successive (in particolare di Quinta Alba) si scoprirà poi dell'esistenza di una quinta luna, di colore verde, che giaceva nascosta all'interno del pianeta.

Ecco di seguito i principali luoghi di Mirrodin.
I Monti di Oxidda sono una catena montuosa con enormi massi sospesi magneticamente sopra di essi. Al loro interno si trova la Grande Fornace di Kuldotha, che erutta incessantemente densi vapori e metallo fuso, continuamente alimentata con carne viva e metallo dai goblin che la venerano come creatrice di Mirrodin. E qui sta il primo mistero della storia: gli anziani goblin hanno cacciato il ribelle Krark-Clan dalla Grande Fornace, ma nessuno sa cosa li abbia indotti a farlo. La catena di Oxidda è anche popolata dai Vulshok, una razza di barbari umani.
Mephidross è una terra mefitica dove le creature vengono lentamente trasformate in nim dal gas necrogeno, una specie di zombie antropofagi agli ordini del signore della guerra Geth di Ish Sah. Solo pochi esseri umani sono tanto folli da vivere in questa landa melmosa e arrugginita, i Moriok.
(Glissa Sunseeker)
Il Lumengrid è una grande città affacciata sul Mare di Mercurio, patria degli umani Neurok e dei Vedalken, una nuova razza blu dedita completamente alla disperata ricerca della conoscenza, e che per questo scopo ha stretto legami con forze oscure. Lumengrid è anche il sito della Pozza della Conoscenza, fonte dell'arcana sapienza dei Vedalken.
(Pontifex, ricercatore anziano)
I Campi di Erba-lama sono praterie dove cresce incolta un'erba metallica affilatissima, e sono abitati dai nomadi umani Auriok e dai Lossodonti, una stirpe di elefanti guerrieri. La razza che domina questi ampi spazi è quella dei guerrieri felini Leonid. Raksha il cucciolo d'oro è il loro capo politico e militare (il Grande Kha, il cui trono risiede a Taj-Nar), e a differenza di Ushanti, una grande guida spirituale che prevede disordine per il futuro, ha un piano per contrastare i pericolosi artefatti che imperversano su Mirrodin, mettendo continuamente a rischio la vita del suo popolo, soprattutto i terribili Livellatori, che ogni cento anni spuntano dalle viscere della terra e seminano morte e distruzione, obbedendo agli ordini di un padrone invisibile.
Il Groviglio è un'immensa e intricata foresta di alberi di rame, popolata dagli elfi che la venerano come la loro “natura”. Ma il Groviglio nasconde pericoli ben peggiori delle bestie cacciatrici e dei devastanti Wurm, Radix è una radura dove le cose svaniscono come inghiottite dal nulla, e i Confini dell'Oblio cancellano gli antichi ricordi degli elfi. Il sacro albero Tel-Jilad contiene scolpita sul proprio tronco l'intera storia di Mirrodin, tranne per la parte vicina al terreno, che è stata piallata da una mano sconosciuta. I suoi segreti sono però custoditi gelosamente da una stirpe di troll dall'infinita saggezza. Glissa Sunseeker, un'elfa dalle straordinarie doti guerriere, viaggia attraverso Mirrodin alla ricerca dei suoi segreti, vuole scoprire l'origine di un mondo che sembra artefatto e sa della mano di un altro. Anche Bosh, un enorme golem di ferro, è alla ricerca della verità: vuole ritrovare la memoria perduta, e scoprire qual è il senso della sua presenza in un mondo dalle leggi naturali assurde come Mirrodin.

## Caratteristiche
Mirrodin è composta da 306 carte, stampate a bordo nero, così ripartite:
- per colore: 28 bianche, 28 blu, 28 nere, 28 rosse, 28 verdi, 137 incolori, 29 terre.
- per rarità: 110 comuni, 88 non comuni, 88 rare e 20 terre base.

Il simbolo dell'espansione è la spada di Kaldra, e si presenta nei consueti tre colori a seconda della rarità: nero per le comuni, argento per le non comuni, e oro per le rare.
Mirrodin è disponibile in bustine da 15 carte casuali, in mazzi da torneo contenenti 75 carte assortite casualmente, e in 4 mazzi tematici precostituiti da 60 carte ciascuno:
- Carota e Bastone (blu/nero)
- Piccole Furie (bianco)
- Pura Malvagità (verde)
- Sacrificio Artificiale (rosso/nero)

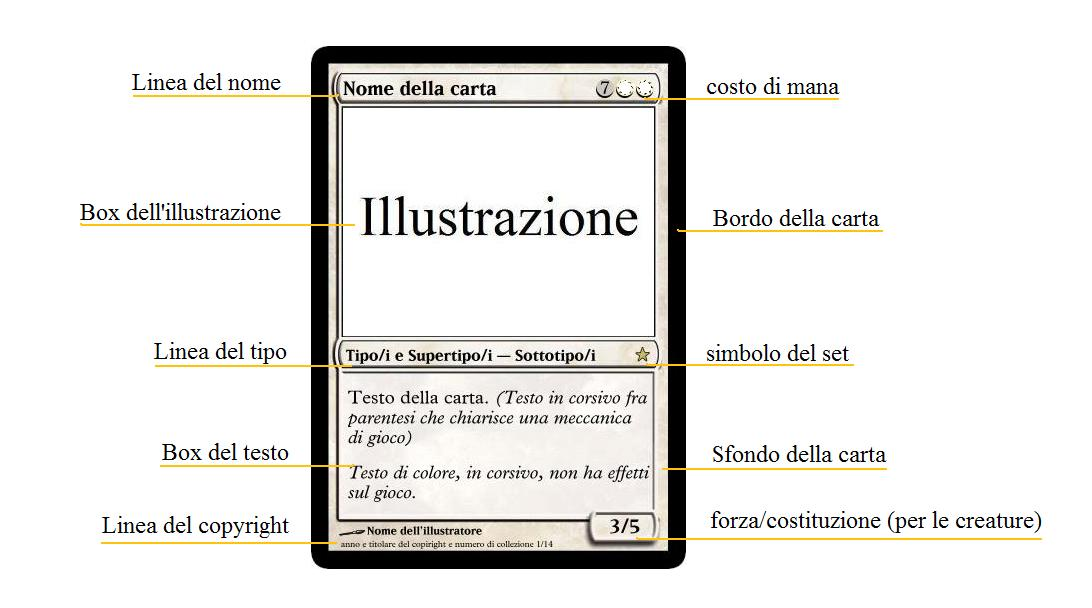
Un esempio di carta di Magic con la nuova veste grafica

Mirrodin è stato il primo set di espansione a presentarsi con la nuova veste grafica di Magic, inaugurata qualche mese prima con l'uscita dell'Ottava Edizione del set base. È quindi il primo con le carte a bordo nero, molto apprezzate dai giocatori rispetto a quelle a bordo bianco tipiche dei set base. L'annuncio di questa nuova grafica è stato seguito da forti critiche e contestazioni da parte dei giocatori, molto affezionati alle vecchie carte che non erano mai cambiate in tutta la storia del gioco (tranne una piccolissima variazione nei simboli del mana e del “TAP”, operata dopo l'uscita di Era Glaciale e che passò sostanzialmente inosservata). Nonostante le petizioni su internet e le minacce dei giocatori di abbandonare Magic, la wizards portò avanti il progetto, e le carte di Mirrodin furono le prime di una lunga serie di espansioni del gioco (che non accenna a concludersi) a essere stampate con queste nuove caratteristiche. Il carattere del nome delle carte, prima in uno stile originale semigotico, è diventato più sobrio e il box del testo fu ampliato in modo da sottolineare nome, tipo e testo della carta appunto, anche il box dell'immagine fu ampliato, (caratteristica invece molto apprezzata dai giocatori), fu creato un nuovo simbolo per il “TAP” e per ogni colore fu creato un nuovo tema per lo sfondo. Le proteste, che non si placarono per molti mesi, sostenevano che il nuovo layout delle carte non si addiceva ad un'ambientazione fantasy, e sottolineavano problemi come la scomodità di far interagire carte dalle vesti grafiche differenti con quelle vecchie, e il fatto che le nuove carte artefatto grigie (un tempo erano marroni) si confondevano con le carte bianche. In futuro le carte artefatto furono stampate con toni di grigio più scuri, altre piccole imperfezioni furono sistemate e i giocatori di Magic si abituarono alle nuove carte. Da notare che una minoranza importante di giocatori si è da sempre dichiarata a favore di questo cambiamento, che ha portato un precedente nel gioco dagli effetti sempre più vasti nel tempo (si vedano ad esempio le carte ibride di Ravnica: Città delle Gilde o le cronotraslate del Blocco di Spirale Temporale, o il nuovo simbolo di “STAP” di Landa Tenebrosa). Oggi sono molti i fans che dichiarano di preferire la nuova grafica a quella vecchia, (anche se spesso si tratta di nuovi giocatori), sta di fatto che nel mondo i giocatori di Magic non sono diminuiti ma sono invece in continuo aumento.

### Prerelease
Mirrodin fu presentata in tutto il mondo durante i tornei di prerelease il 20 settembre 2003, in quell'occasione venne distribuita una speciale carta olografica promozionale: la Spada di Kaldra, che presentava un'illustrazione alternativa rispetto alla carta che si poteva trovare nelle bustine.

### Ristampe
Nel set sono state ristampate le seguenti carte da espansioni precedenti:
- Arrestare (dal set Maschere di Mercadia)
- Atog (presente nell'espansione Antiquities e nei set base Revised Edition e Quinta Edizione)
- Catodione (dal set Saga di Urza)
- Detonazione (presente nell'espansione Antiquities e nei set base Quarta Edizione e Quinta Edizione)
- Distruggi Artefatto (presente in tutti i set base fino all'Ottava Edizione compresa oltre che nelle espansioni Era Glaciale e Tempesta)
- Gnomi della Bottiglia (dal set Tempesta)
- Manipolatore Glaciale (presente nei primi due set base Limited Edition e Unlimited Edition oltre che nell'espansione Era Glaciale)
- Muffa Insidiosa (presente nell'espansione Visioni e nei set base dalla Sesta Edizione all'Ottava Edizione comprese)
- Nullificare (dal set Saga di Urza)
- Ornitottero (presente nell'espansione Antiquities e nei set base dalla Revised Edition alla Sesta Edizione comprese)
- Ouphe Bruno (dal set Era Glaciale)
- Pietre Animate (dal set Tempesta)
- Sangue di Drago (dal set Saga di Urza)
- Sfera Cromatica (dal set Invasione)
- Soldato di Yotian (presente nell'espansione Antiquities e nel set base Quarta Edizione)
- Terrore (presente in tutti i set base fino alla Sesta Edizione compresa)
- Triskelion (presente nell'espansione Antiquities e nel set base Quarta Edizione)

## Novità
Mirrodin porta nel gioco un carico di innovazione che non si vedeva dall'uscita delle prime espansioni del gioco. Oltre a nuove abilità con nuove parole chiave Mirrodin presenta una combinazione inedita fra due tipi di carta, le terre e gli artefatti, e un tipo di artefatto completamente nuovo: l'equipaggiamento.

### Nuove abilità

#### Affinità
Le magie con questa abilità possono essere pagate con un mana incolore in meno per ogni oggetto controllato a cui sono affini. Ad esempio, giocando una magia dal costo di 3 mana incolori e uno rosso e dotata dell'abilità Affinità con Artefatti, ogni artefatto controllato ridurrà di 1 il costo della magia (il mana colorato non può essere ridotto). Se una magia ha più abilità di affinità, ognuna di esse si applica in modo cumulativo.

#### Imprimere
Una carta con questa abilità rimuove dal gioco altre carte per potenziare le proprie caratteristiche e abilità. Ad esempio, una carta potrebbe recare la scritta: Tappa questa carta: rimuovi dal gioco una creatura che controlli, quella carta è impressa su questa. Questa carta ha protezione dai colori delle carte impresse su di essa. Se un permanente non ha carte del tipo giusto impresse su di esso, le sue abilità che fanno riferimento alle carte impresse su di esso non hanno effetto. Se un permanente ha più carte del giusto tipo impresse su di esso ognuna influenza regolarmente le suddette abilità; se il permanente ha impresse su di esso due creature, una nera e una rossa, avrà protezione dal nero come dal rosso. Se una carta impressa su un permanente lascia (anche temporaneamente) la zona di rimozione dal gioco, non è più impressa su quel permanente.

Altro esempio: se una creatura richiede l'esilio di un'altra creatura, sommandone le statistiche di forza/costituzione alle proprie, l'effetto si applicherà per ciascuna creatura esiliata in questo modo.

#### Intrecciare
Questa è un'abilità presente in alcune magie modali, ovvero le magie che richiedono di scegliere fra uno dei loro possibili effetti escludendo tutti gli altri. Pagando il costo di intrecciare di una magia è possibile invece tutti i suoi effetti. Se, ad esempio, una stregoneria dice: Scegli uno: infliggi 1 danno a una creatura bersaglio; o pesca una carta; o stappa un permanente, normalmente sarebbe possibile scegliere solo uno dei tre possibili effetti della magia, ma pagando il suo costo di intrecciare invece possono essere applicati tutti nell'ordine in cui sono scritti sulla carta.

### Equipaggiamenti
Gli equipaggiamenti sono un sottotipo di artefatti, che funzionano in modo simile agli incantesimi aura, cioè vengono assegnati a un permanente per potenziarlo, ma con due differenze fondamentali: entrano in gioco non assegnati a nessun permanente e rimangono in gioco anche se il permanente che stanno equipaggiando lascia il gioco. Ogni artefatto di questo tipo ha la nuova abilità equipaggiare: pagando il costo di equipaggiare l'artefatto può essere assegnato a una creatura per potenziarla; si può usare questa abilità solo quando si potrebbe giocare una stregoneria. Si può equipaggiare solo una creatura controllata ma, se la creatura equipaggiata cambia il suo controllore, l'equipaggiamento continuerà ad esserle assegnato (sebbene ancora sotto il controllo del suo proprietario: il controllore temporaneo della creatura non può spostare l'equipaggiamento). Un artefatto che perde il sottotipo equipaggiamento non può equipaggiare una creatura. Un equipaggiamento non può equipaggiare bersagli illegali (es. carte non creatura) o inesistenti e non può equipaggiare se stesso. Un equipaggiamento può rimanere in gioco anche se non equipaggia nulla, ma non può essere liberamente tolto da una creatura: si può però spostarlo da una creatura ad un'altra.

### Terre Artefatto
Le terre-artefatto sono in qualsiasi zona dal gioco sia terre che artefatti, e sono quindi influenzate da effetti che riguardano uno dei due tipi. Non sono magie e possono essere giocate solo come terre, senza utilizzare la pila, (vengono messe in gioco come delle normali terre, solo una per turno), ma se un effetto dovesse impedire di giocare un artefatto, impedirebbe anche di giocare una terra-artefatto.
Le terre artefatto sono bandite dai tornei nei formati Modern e Blocco di Mirrodin nonostante le altre carte di questa espansione siano permesse. Questo perché se combinate con l'abilità Affinità con gli Artefatti renderebbero le creature affini troppo economiche in termini di mana e troppo semplici da giocare, e qualsiasi mazzo costruito diversamente avrebbe poche speranze di vittoria contro i mazzi cosiddetti "affinity", rendendo questi tornei molto omogenei e noiosi.